# Brexpiprazole
Le brexpiprazole (code produit : OPC-34712) est un médicament antipsychotique de troisième génération, agoniste partiel des récepteurs de dopamine D2 développé par Otsuka et Lundbeck[réf. non conforme]. Son nom commercial est Rexulti. Il est actuellement en phase d'étude clinique pour le traitement de la dépression majeure, de la schizophrénie et du trouble du déficit de l'attention[réf. non conforme]. Le produit est initialement conçu pour offrir une alternative à l'aripiprazole, offrant une plus grande efficacité et moins d'effets secondaires (notamment akathisie, agitation psychomotrice et insomnies). Une étude le compare avec l'aripiprazole et ne démontre aucune différence d'efficacité entre les deux.
Pour Ostuka, le brexpiprazole est destiné à être le successeur de l'aripiprazole[réf. non conforme], dont le brevet américain a expiré en 2014[réf. non conforme].

## Efficacité
En mai 2011, Otsuka a communiqué les résultats d'un essai clinique évaluant le brexpiprazole comme traitement d'appoint de la dépression majeure, chez des patients qui n'ont pas répondu à au moins une monothérapie (réponse évaluée selon l'échelle de dépression de Hamilton). Chez les patients recevant une dose de 1,5 mg de brexpiprazole, les chercheurs ont observé une baisse significative du score sur l'Échelle de dépression de Montgomery et Åsberg.
En 2011, Otsuka a présenté les résultats d'un essai de phase II évaluant le brexiprazole dans le traitement de la schizophrénie. Les résultats ont été faussés par une réponse placebo très élevée: la supériorité du brexpiprazole et de l'aripiprazole (pris comme comparateur), mesurée selon l'échelle des symptômes positifs et négatifs, n'est pas statistiquement significative.

## Effets secondaires et interactions
Les effets secondaires les plus courants observés avec le brexpiprazole sont des akathisies, des infections des voies aériennes supérieures, des prises de poids, des nasopharyngites, des maux de tête et des insomnies,.
Comme l'aripiprazole, le brexpiprazole serait un substrat pour les cytochromes CYP2D6 et CYP3A4. Les patients participants aux essais cliniques sont priés d'éviter de consommer certains agrumes comme le fruit du bigaradier.
Par ailleurs, le brexpiprazole a une plus longue demi-vie (environ 91 h) que l'aripiprazole (environ 75 h), et comme l'aripirazole, il est transformé en un métabolite actif.

## Pharmacologie
Selon les communiqués de presse d'Otsuka, le brexpiprazole agirait comme :
- agoniste partiel des récepteurs de dopamine D2 ;
- antagoniste des récepteurs de sérotonine 5-HT2A ;
- antagoniste des récepteurs adrénergiques α1.

De plus, les résultats des essais de phase I indiquent une activité comme :
- agoniste partiel des récepteurs 5-HT1A
- antagoniste des récepteurs 5-HT7